# Турщина
Турщина — село в Україні, у Теофіпольській селищній громаді Хмельницького району Хмельницької області. Населення становить 240 осіб. До 2020 орган місцевого самоврядування — Турівська сільська рада.

## Історія
7 (20) листопада 1917 року, відповідно до.Третього Універсалу Української Центральної Ради, увійшло до складу Української Народної Республіки.
12 червня 2020 року, відповідно до розпорядження Кабінету Міністрів України № 727-р «Про визначення адміністративних центрів та затвердження територій територіальних громад Хмельницької області», увійшло до складу Теофіпольської селищної громади.
19 липня 2020 року, в результаті адміністративно-територіальної реформи та ліквідації Теофіпольського району, село увійшло до складу Хмельницького району.
19 вересня 2024 року Верховна Рада підтримала перейменування села Червона Дубина на Турщина. 26 вересня 2024 року перейменування набуло чинності.

## Відомі люди
В селі народився Пархомчук Юхим Онуфрійович (нар.1912 — †1944) — герой Радянського Союзу.